# Sân vận động Quốc gia Dennis Martínez
Sân vận động Quốc gia Dennis Martínez (tiếng Tây Ban Nha: Estadio Nacional Dennis Martínez) là một sân vận động bóng chày nằm ở Managua, Nicaragua. Đây là sân vận động quốc gia của Nicaragua. Sân được sử dụng chủ yếu cho các trận đấu bóng chày, cũng như các trận đấu quyền Anh và bóng đá. Sân cũng tổ chức các buổi hòa nhạc cũng như các sự kiện tôn giáo. Sân vận động có sức chứa 15.000 chỗ ngồi sau khi được xây dựng lại vào năm 2017. Sân được đặt tên theo cựu cầu thủ MLB Dennis Martínez.
Sân vận động cũ được xây dựng vào năm 1948 với sức chứa 30.100 người. Đây là sân nhà của câu lạc bộ bóng chày Indios del Bóer và câu lạc bộ bóng đá Deportivo Walter Ferretti. Bên trong sân vận động, gần lối vào có một đại sảnh danh vọng, trưng bày các huy chương, cúp, ảnh và kỷ niệm của các cầu thủ bóng chày Nicaragua. Ngoài ra, bên trong sân còn có một nhà thi đấu.